# 화표정
화표정(華表亭)은 대한민국 전라남도 무안군 무안읍에 있는 건축물로 1875년 건립된 것으로 추정되며, 현재의 건물은 1987년 중수된 것이다. 나주 정씨 문중 제실로 이용되고 있으며 좌측에는 선대 묘 2기가 있다. 2009년 4월 16일 무안군의 향토문화유산 제10호로 지정되었다.

## 개요
화표정은 전라남도 무안군 무안읍에 있으며 1875년 건립된 것으로 추정되며, 현재의 건물은 1987년 중수된 것이다.
나주 정씨 문중 제실로 이용되고 있으며 좌측에는 선대 묘 2기가 있다.
화표(華表)란 중국에서 궁전이나 묘우(廟宇), 혹은 능묘 전방에 세운 한 쌍의 석주를 말한다.
화표(華表) 기둥은 한대(漢代)의 도사 정령위(丁令威)가 도(道)를 얻어 학(鶴)이 되어 요동(遼東)에 돌아와서 화표(華表) 기둥에 앉아 있었다는 고사에서 나온 말이다.